# Campionati tedeschi di sci alpino 1965
I Campionati tedeschi di sci alpino 1965 si disputarono a Berchtesgaden nel mese di febbraio; furono assegnati i titoli di discesa libera, slalom gigante, slalom speciale e combinata, sia maschili sia femminili.

## Risultati

### Uomini

#### Discesa libera
| Pos. | Atleta            | Nazione        | Tempo   |
| ---- | ----------------- | -------------- | ------- |
| 1    | Ludwig Leitner    | Germania Ovest | 2:11,90 |
| 2    | Gerhard Prinzing  | Germania Ovest | 2:12,16 |
| 3    | Sepp Heckelmiller | Germania Ovest | 2:12,25 |
| 4    | Alois Glaner      | Germania Ovest | 2:12,89 |
| 5    | Pepi Wurmer       | Germania Ovest | 2:12,96 |
| 6    | Willy Bogner      | Germania Ovest | 2:13,27 |

#### Slalom gigante
| Pos. | Atleta        | Nazione        |
| ---- | ------------- | -------------- |
| 1    | Adi Osterried | Germania Ovest |
| ?    |               |                |
| ?    |               |                |

#### Slalom speciale
| Pos. | Atleta         | Nazione        | Tempo   |
| ---- | -------------- | -------------- | ------- |
| 1    | Ludwig Leitner | Germania Ovest | 2:08,38 |
| 2    | Willy Bogner   | Germania Ovest | 2:09,14 |
| 3    | Adi Osterried  | Germania Ovest | 2:10,40 |
| 4    | Peter Posch    | Germania Ovest | 2:10,45 |
| 5    | Pepi Wurmer    | Germania Ovest | 2:11,34 |
| 6    | Lesen          | Germania Ovest | 2:11,40 |

#### Combinata
| Pos. | Atleta           | Nazione        | Punti |
| ---- | ---------------- | -------------- | ----- |
| 1    | Adi Osterried    | Germania Ovest | 32,35 |
| 2    | Gerhard Prinzing | Germania Ovest | 38,16 |
| 3    | Pepi Wurmer      | Germania Ovest | 42,40 |
| 4    | Peter Posch      | Germania Ovest |       |
| 5    | Willi Lesch      | Germania Ovest |       |
| 6    | Klaus Mayr       | Germania Ovest |       |

Classifica stilata attraverso i piazzamenti ottenuti
in discesa libera, slalom gigante e slalom speciale

### Donne

#### Discesa libera
| Pos. | Atleta              | Nazione        | Tempo   |
| ---- | ------------------- | -------------- | ------- |
| 1    | Burgl Färbinger     | Germania Ovest | 1:46,16 |
| 2    | Christa Prinzing    | Germania Ovest | 1:46,43 |
| 3    | Heidi Biebl         | Germania Ovest | 1:47,40 |
| 4    | Heidi Mittermaier   | Germania Ovest | 1:47,87 |
| 5    | Gretl Haid          | Germania Ovest | 1:49,56 |
| 6    | Christa Hintermaier | Germania Ovest | 1:50,86 |

#### Slalom gigante
| Pos. | Atleta      | Nazione        |
| ---- | ----------- | -------------- |
| 1    | Heidi Biebl | Germania Ovest |
| ?    |             |                |
| ?    |             |                |

#### Slalom speciale
| Pos. | Atleta            | Nazione        | Tempo   |
| ---- | ----------------- | -------------- | ------- |
| 1    | Heidi Biebl       | Germania Ovest | 1:20,58 |
| 2    | Christa Prinzing  | Germania Ovest | 1:31,51 |
| 3    | Konstanze Röhrs   | Germania Ovest | 1:34,08 |
| 4    | Heidi Mittermaier | Germania Ovest | 1:34,54 |
| 5    | Christine Laprell | Germania Ovest | 1:38,28 |
| 6    | Gretl Haid        | Germania Ovest | 1:37,37 |

#### Combinata
| Pos. | Atleta            | Nazione        | Punti |
| ---- | ----------------- | -------------- | ----- |
| 1    | Heidi Biebl       | Germania Ovest | 7,51  |
| 2    | Christa Prinzing  | Germania Ovest | 22,80 |
| 3    | Burgl Färbinger   | Germania Ovest | 63,46 |
| 4    | Heidi Mittermaier | Germania Ovest |       |
| 5    | Gretl Haid        | Germania Ovest |       |
| 6    | Konstanze Röhrs   | Germania Ovest |       |

Classifica stilata attraverso i piazzamenti ottenuti
in discesa libera, slalom gigante e slalom speciale